# Ключ к теософии
«Ключ к теософии» (англ. The Key to Theosophy) — книга Елены Петровны Блаватской, в форме вопросов и ответов доступно разъясняющая идеи и принципы теософии (в частности, о природе человека, жизни после смерти, реинкарнации, карме и т. д.). В предисловии автора говорится, что это «не полный или исчерпывающий учебник по теософии, а лишь ключ, чтобы отпереть дверь, ведущую к более глубокому изучению».
«Британника» (ред. 1911 г.) в статье о Блаватской упоминает эту книгу третьей в списке её главных книг. «The New Schaff-Herzog Encyclopedia of Religious Knowledge» (ред. 1911 г.) отнесла её к «авторитетным документам современной теософии», включив в список основных трудов писательницы.

## Рецензия Владимира Соловьёва
Владимир Сергеевич Соловьёв писал, что Е. П. Блаватская «издала недавно интересную книгу, которая есть вместе и пространный катехизис необудизма, и апология теософического общества. Как объясняет г-жа Блаватская, она проповедует будизм (с одним Д), т. е. учение мудрости, которое может быть связано, но не должно быть отождествляемо с буддизмом (два Д), т. е. учением Гаутамы Будды». Автор рецензии остановился на некоторых пунктах, показавшихся ему особенно любопытными. Например, он отметил, что Блаватская с первых же слов на вопрос, является ли «теософия» религией, отвечает самым решительным отрицанием.

«Теософия» есть не религия, а божественное знание или наука. Самый термин относится, по объяснению г-жи Блаватской, не к единому Богу, а к богам или ко всякому божественному существу, и означает не мудрость Божью, а божественную мудрость, т. е. такую, которая принадлежит богам вообще. Поэтому, усвоив «теософию», человек становится как бы одним из богов.
Соловьёв писал, что по поводу отношения «теософии» к спиритизму Блаватская  настаивает на различии между видимой преходящей личностью человека и его подлинной индивидуальностью. Истинное метафизическое "Я" есть актёр, тогда как являющаяся на земле личность — только роль, которую он исполняет на жизненной сцене. У одного актёра бывает много различных ролей, одно и то же индивидуальное существо последовательно является в целом ряде личных существований. Оно выступает сначала в роли «духа», — как Ариэль или Пакк; затем является статистом, входит в состав «народа», «воинов», «хора», затем поднимается до уровня «говорящих лиц», играет главные  роли вперемежку с эпизодическими и, наконец, удаляется со сцены как волшебник Просперо. Соловьёв заметил, что писательница могла бы подтвердить свою мысль указанием на то, что слово «персона» первоначально означало только личину, или маску.

Автор рецензии отметил, что в главе об основных учениях «теософии» Блаватская полемизирует с общепринятыми понятиями о Боге и молитве и предлагает вместо них совершенно другие. «К сожалению, положительная сторона этого учения гораздо менее ясна и определённа, чем отрицательная. Божество теософии то определяется как абсолютное бытие, то  признается лишь чистою абстракцией».

Более оригинально, менее похоже на избитый рационализм необудийское учение о семичастном составе человека. В нашем конкретном существе необудисты различают:
1. физическое тело (рупа),
2. жизненную силу (прана),
3. двойник, или астральное тело (линга-шарира),
4. страстную душу (кама-рупа).

С этою «низшею четверицей» соединяется «высшая троица», а именно:
1. ум, свободное самоопределяющееся начало в человеке (манас),
2. идеальная сущность, чистая форма духа (буддхи),
3. сам дух, непосредственно исходящий из абсолютного (атма).

Посмертная судьба человека определяется сообразно тому, соединяется ли его сознательное и свободное начало (манас) с высшими элементами, т. е. непосредственно с буддхи, или же, напротив, — с низшими, т. е. с кама-рупой. В последнем случае человек  после более или менее призрачного существования распадается на свои составные элементы и как личностное существо подвергается уничтожению. В случае же торжества высших стремлений, человеческое "Я" нераздельно соединяется со своим божественным началом, претворяется в атма-буддхи и проходит различные фазы райского блаженства. «Относительно конечных результатов этого блестящего поприща мы не находим в книге определённых и твёрдых указаний».
По мнению Соловьёва, чем меньше Блаватская скрывает в своём деле оборотную сторону медали, тем больше она  внушает доверия, когда опровергает разного рода обвинения, направленные против теософического общества. Например, будто «теософия» есть выгодное ремесло, которым наживаются большие деньги; или, будто тибетские руководители общества — махатмы, или келаны, вовсе никогда не существовали, а выдуманы Блаватской.

Первому обвинению наш автор противопоставляет довольно убедительные факты и цифры; что же касается до второго, то мы и без помощи заинтересованной стороны можем засвидетельствовать, что оно ложно. Как могла г-жа Блаватская выдумать тибетское братство, или духовный орден келанов, когда о существовании и характере этого братства можно найти положительные и достоверные известия в книге французского миссионера Гюка, бывшего в Тибете в начале сороковых годов, значит за тридцать с лишком лет до основания теософического общества.
В заключение, Соловьёв отметил, что книга Блаватской, так же как и другие произведения её и её единомышленников, особенно интересны потому, что представляют  буддизм с новой стороны, которую в нём едва ли кто прежде подозревал — а именно,  как  религию, «хотя и без твёрдых догматов, но с очень определённой и, в сущности, исключительной тенденцией к самообожествлению человека и против всяких сверхчеловеческих начал».

## Мнение биографа Блаватской
Российский индолог А. Н. Сенкевич считает, что «Ключ к теософии» — небольшая по объёму книга Блаватской — написана «художественно и полемически остро», и называет её «справочником с точными формулировками».

## Издания
- Blavatsky Helena P. The Key to Theosophy. — London: The Theosophical Publishing Company, 1889.
- Блаватская Е. П. Ключ к теософии. Избранные статьи. — М.: Эксмо, 2011. — 464 с. — ISBN 978-5-699-36908-9.

## Интересные факты
- Махатма Ганди прочёл «Ключ к теософии» по настоянию братьев. Книга вызвала у него желание читать литературу по индуизму, и после этого он «перестал верить миссионерам, утверждавшим, что индуизм полон предрассудков».[14]

## Комментарии
1. ↑  "The Key to Theosophy was put out by her in response to much questioning as to how the vast body of knowledge outlined in her works could be related more closely to common understanding. It is done in the form of a dialogue between a questioner and a Theosophist, Madame Blavatsky herself".[1]
2. ↑  «Mme Blavatsky's principal books were Isis Unveiled (New York, 1877), The Secret Doctrine, the Synthesis of Science, Religion and Philosophy (1888), The Key to Theosophy (1891)»[2].
3. ↑  «The authoritative writings of modern theosophy are the following by Madame H.P. Blavatsky: Isis Unveiled, Voice of the Silence, The Secret Doctrine, The Key to Theosophy»[3].
4. ↑  «174 editions published between 1889 and 2014 in 8 languages and held by 1,456 WorldCat member libraries worldwide». // WorldCat identities.
5. ↑  Рецензия была опубликована в «Русском обозрении» за август 1890 года. Через месяц Блаватская напечатала свой ответ Соловьёву «Необудизм: ответ на критику».
6. ↑  Гудрик-Кларк писал, что «концепция Учителей» представляет собой идею розенкрейцеров о «невидимых и тайных адептах», работающих для прогресса 
человечества[9][10].
Г. Тиллетт писал: «Концепция Учителей, или махатм, представленная Блаватской, является сплавом западных и восточных идей; по её словам, местонахождение большинства из них связано с Индией или Тибетом. И она, и полковник Олкотт утверждали, что видели махатм и общались с ними. В западном же оккультизме идея „сверхчеловека“ была связана, в частности, с братствами, основанными Мартинесом де Паскуалли и Луи-Клодом де Сен-Мартеном»[11]. См. также: Разоблачённая Изида#Невидимые соавторы (информация из «Британники»).